# محمود ساوالان
محمودساوالان.متولد اردبیل و قهرمان پرورش اندام ایران، آسیا و مسابقات معتبر جهانی می باشد .

## سوابق
- قهرمان قهرمانان جمهوری آذربایجان در باکو ۳ بار پی در پی
- قهرمان هشتم جهان در مسکو
- ششم اروپا در ۲۰۰۳
- هفتم اروپا در ۲۰۰۷
- فینالیست مسابقات اروپایی ۲۰۰۶ در براتیسلاوای اسلواکی
- مربی گری تیم ملی ایران در سال ۲۰۰۵
- سرمربی گری تیم جمهوری آذز بایجان در بارسلونای اسپانیا در ۲۰۰۸

فیگور محمود ساوالان
فیگور محمود ساوالان
فیگور محمود ساوالان(سمت چپ)